# ماجی‌ماتا
ماجی‌ماتا روستایی در استان ریفت والی، کنیا می‌باشد.